# Dickendorf
Dickendorf ist eine Ortsgemeinde im Landkreis Altenkirchen (Westerwald) in Rheinland-Pfalz. Sie gehört der Verbandsgemeinde Betzdorf-Gebhardshain an.

## Geographie
Dickendorf liegt im Westerwald etwa zwei Kilometer südöstlich von Gebhardshain im Elbbachtal am Rand eines ausgedehnten Waldgebietes. Weitere Nachbargemeinden sind Molzhain im Norden, Elben im Nordosten, Steinebach/Sieg im Südwesten, Elkenroth im Südosten und Kausen im Nordosten. Durch den Ort fließt der Elbbach, der bei Wissen-Schönstein in die Sieg mündet.
Zu Dickendorf gehört der Wohnplatz Rosenheimerlay.

## Bevölkerungsentwicklung
Die Entwicklung der Einwohnerzahl von Dickendorf, die Werte von 1871 bis 1987 beruhen auf Volkszählungen:
| Jahr | Einwohner |
| ---- | --------- |
| 1815 | 93        |
| 1835 | 120       |
| 1871 | 121       |
| 1905 | 204       |
| 1939 | 264       |
| 1950 | 260       |
| 1961 | 285       |

| Jahr | Einwohner |
| ---- | --------- |
| 1970 | 299       |
| 1987 | 268       |
| 1997 | 334       |
| 2005 | 362       |
| 2011 | 373       |
| 2017 | 339       |
| 2023 | 355       |

## Politik

### Gemeinderat
Der Gemeinderat in Dickendorf besteht aus acht Ratsmitgliedern, die bei der Kommunalwahl am 9. Juni 2024 in einer Mehrheitswahl gewählt wurden, und dem ehrenamtlichen Ortsbürgermeister als Vorsitzendem. Bei der Wahl 2019 wurde in einer personalisierten Verhältniswahl gewählt, da mehr als eine Wahlvorschlagsliste eingereicht wurde.
Die Sitzverteilung im Gemeinderat:
| Wahl | WGH               | WGP               | WGR               | Gesamt  |
| ---- | ----------------- | ----------------- | ----------------- | ------- |
| 2024 | per Mehrheitswahl | per Mehrheitswahl | per Mehrheitswahl | 8 Sitze |
| 2019 | 2                 | 2                 | 4                 | 8 Sitze |
| 2014 | per Mehrheitswahl | per Mehrheitswahl | per Mehrheitswahl | 8 Sitze |
| 2009 | per Mehrheitswahl | per Mehrheitswahl | per Mehrheitswahl | 8 Sitze |

- WGH = Wählergruppe Hamacher
- WGP = Wählergruppe Platten
- WGR = Wählergruppe Roth

### Bürgermeister
Ortsbürgermeister von Dickendorf ist Hermann Roth. Bei der Direktwahl am 26. Mai 2019 wurde er mit einem Stimmenanteil von 67,11 % gewählt und damit Nachfolger von Andreas Hahmann. Bei der Direktwahl am 9. Juni 2024 setzte er sich mit 95,3 % gegen einen Mitbewerber durch.

### Wappen
| Wappen von Dickendorf | Blasonierung: „Unter rotem, mit drei silbernen Rauten balkenweise belegtem Schildhaupt, in Gold über zwei blauen Wellenleisten eine schwarze Glocke, von zwei grünen Buchenzweigen begleitet, unten ein schwarzes, achtspeichiges Mühlrad sowie ein schräglinker Backschiesser und ein Brotlaib.“               |
| Wappen von Dickendorf | Am 15. Juni 2012 bestätigte das Landeshauptarchiv, der beschlossene Wappenentwurf sei heraldisch einwandfrei. Das Wappen der Ortsgemeinde wurde am 26. Januar 2013 von der Kreisverwaltung Altenkirchen genehmigt, die Urkunde am selben Tag von Landrat Michael Lieber in einem feierlichen Rahmen überreicht. |

## Kultur und Sehenswürdigkeiten

### Sehenswürdigkeiten
- Die 1529 erstmals urkundlich erwähnte Dickendorfer Mühle gehört zum Nachbardorf Molzhain und ist eine der ältesten funktionstüchtigen Wassermühlen in der Region. Sie ist zu besichtigen und veranstaltet ebenfalls jährlich zum bundesweiten Mühlentag einen „Tag der offenen Tür“.
- Die Glockenbuche Dickendorf (Naturdenkmal) ersetzte in dem Ort den Kirchturm; die Glocke war in der Gabelung der beiden Hauptäste angebracht. Im Frühjahr 2013 wurde die Buche aufgrund von Fäulnis gefällt. Seit 2014 hängt die Glocke in einem Glockenturm, welcher nahe dem ehemaligen Standort errichtet worden ist.

siehe auch: Liste der Kulturdenkmäler in Dickendorf

### Vereine
- Der Förderverein historischer Backes e. V. kümmert sich um die Erhaltung des Dorfbackes.
- Der Schwimmverein Dickendorf 1931 e. V. ist Betreiber des Freibads und eines nahegelegenen, für Feiern mietbaren Vereinsheims.
- Der MGV Heimatklänge Dickendorf 1925 ist der älteste kulturelle Verein am Ort.

## Wirtschaft und Infrastruktur
Zahlreiche markierte Wanderwege, unter anderem zu einem noch in Betrieb befindlichen Backes bieten Erholungsmöglichkeiten. Die Ortsgemeinde verfügt über ein solarbeheiztes Schwimmbad mit Freizeitanlagen sowie ein Grillhütte. Dickendorf liegt an der Bahnstrecke Scheuerfeld–Emmerzhausen, auf welcher jedoch kein Personenverkehr, sondern nur noch Güterverkehr durch die Westerwaldbahn stattfindet.